# Герберт Шаде
Герберт Шаде  (нім. Herbert Schade, 26 травня 1922 — 1 березня 1994) — німецький легкоатлет, олімпійський медаліст.

## Виступи на Олімпіадах
| Олімпіада      | Дисципліна           | Місце |
| -------------- | -------------------- | ----- |
| Гельсінкі 1952 | біг на 5000 метрів   | 3     |
| Мельбурн 1956  | біг на 5000 метрів   | 12    |
| Мельбурн 1956  | біг на 10 000 метрів | 9     |